# Enicospilus sinadoneurus
Enicospilus sinadoneurus är en stekelart som beskrevs av Tang 1990. Enicospilus sinadoneurus ingår i släktet Enicospilus och familjen brokparasitsteklar. Inga underarter finns listade i Catalogue of Life.